# Sd Kfz 252
Sd.Kfz.252（軽装甲付弾薬トラック、Leichte Gepanzerte Munitionskraftwagen）は、第二次世界大戦中のナチス・ドイツで、突撃砲部隊に随伴する弾薬運搬車として生産された小型の装甲ハーフトラックである。1940年6月から1941年9月まで、413両が生産された。

## 概説
1936年、III号戦車をベースにした歩兵支援用自走砲の開発命令が出され、短砲身75mm砲（7.5cm StuK37 L/24）を搭載したIII号突撃砲が誕生した。
合わせて、これを支援する装甲付の弾薬運搬車と観測車が必要とされ、デマーク製半装軌式牽引車、Sd Kfz 10をベースに開発が行われた。もともと小積載量のSd Kfz 10に装甲車体を載せる都合上、重量軽減と機動性確保のために第1転輪とサスペンションのぶん、切り詰められた専用の短いシャーシが用意された。新たに設計された完全掩蔽式の装甲車体は傾斜装甲を取り入れた多面体で、弾薬運搬車、観測車ともほぼ共通のデザインを持つ。この装甲車体のデザインは、続いて開発された軽装甲兵員輸送車Sd.Kfz.250とほぼ同形状だが、装甲厚は弾薬運搬車／観測車では前面18mmと厚かった。
Sd.Kfz.252の特殊車輌番号を与えられた弾薬運搬車は、重量軽減のため車体後部が大きくそぎ落とされた格好になっており、この後部傾斜面に設けられた大きな観音開きのハッチから、車内の弾薬の積み卸しを行った。運搬量を増やすため、通常はさらに弾薬運搬用トレーラー（特殊トレーラー31/1、Sonderanhänger 31/1）を牽引した。また近接防御用に、左右の貼視孔下には拳銃孔が設けられていた。資料には武装としてMG34機銃 1 丁を持つとあるが、車体に機銃架はなく、これは下車戦闘用に車内に置かれていたものと思われる。
生産はデマーク社、ヴェクマン社で1940年6月に始まり、1941年1月からはドイッチェ・ヴェルケでも生産された。しかし、その後生産され始めたSd.Kfz.250シリーズとは細部で差異が多く製造が面倒であったため、生産は1941年9月で打ち切られ、その後は標準型Sd.Kfz.250の弾薬運搬用バリエーションであるSd.Kfz.250/6に置き換えられた。